# 基略奧爾霍山
14°42′20″S 72°35′11″W / 14.70556°S 72.58639°W
基略奧爾霍山（Q'illu Urqu），是秘魯的山峰，位於該國南部阿普里馬克大區的安塔班巴省，處於阿爾卡瓦盧薩山東南面，屬於安第斯山脈的一部分，海拔高度約5,000米。